# Emoia sanfordi
Emoia sanfordi este o specie de șopârle din genul Emoia, familia Scincidae, descrisă de Werner Theodor Schmidt și Burt 1930. Conform Catalogue of Life specia Emoia sanfordi nu are subspecii cunoscute.